# Radiointerferòmetre
Un radiointerferòmetre és la combinació de radiotelescopis més petits per formar l'equivalent a un de major grandària, la qual cosa permet l'observació d'una radiofont amb major resolució.
En general es combinen radiotelescopis de mirall de grandària mitjana, els quals reben de la mateixa font còsmica.
D'aquesta manera, mitjançant l'anàlisi de les interferències produïdes pels diferents feixos procedents de cadascuna de les antenes dels radiotelescopis, les observacions són molt més detallades i amb una major resolució que amb els radiotelescopis parabòlics convencionals. De fet, el radiointeferòmetre té la potència d'un radiotelescopi parabòlic el diàmetre del qual fos igual a la separació entre les antenes més allunyades.
Un dels radiointerferòmetres més potents del món és el 1HT, del SETI, i un dels més grans és conegut com a Creu de Mills, situat a Austràlia. Els seus elements estan disposats en forma de creu amb braços de 450 metres de longitud.
No obstant això, amb seguretat el radiointerferòmetre més gran és el nostre planeta, ja que mitjançant la tecnologia VLBI es poden connectar radiotelescopis situats en tots els continents, encara que a causa de la impossibilitat de connectar-los físicament mitjançant cables, han de recórrer a gravar els senyals en cintes magnètiques, per ser més tard reproduïdes de forma sincronitzada segons el senyal horari registrat.